# سنا (گیاه)
سَنا گونه‌ای بزرگ از گیاهان گلدار از تیره باقلاسانان و زیرتیره ارغوانیان است. گونه‌های متنوع بومی سراسر منطقه گرمسیری و تعداد کمی از گونه‌ها بومی مناطق معتدل هستند. تعداد گونه‌های این گیاه ۲۶۰ تا ۳۵۰ گونه تخمین زده می‌شود. گونه شاخص آن گونه سنای اسکندریه است که حدود ۵۰ گونه در باغبانی علمی شناخته شده هستند.

## توصیف
سنا شامل بوته، درختچه و درخت است. برگها به شکل پر با برگچه‌های جفت و روبروی هم هستند. گل‌آذین آن گل‌آذین خوشه‌ای در انتهای شاخه‌ها است یا در حال بیرون آمدن از محور برگ هستند. گل پنج گلبرگ و معمولاً پنج کاسبرگ زرد و ده پرچم مستقیم دارد. پرچم‌ها معمولاً اندازه‌های متفاوتی دارند و بعضی از آنها بی‌بساک هستند. میوه غلاف حبوبات است که چندین دانه داخل آن وجود دارد.

## استفاده

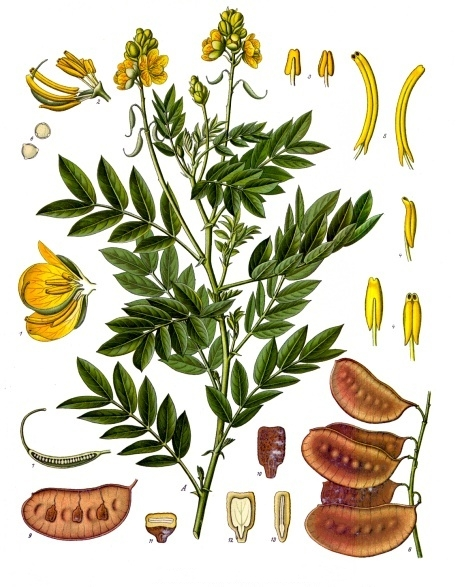
سنا (گیاه)

از بعضی از گونه‌های سنا به عنوان گیاه زینتی در معماری منظر استفاده می‌شود. گونه‌های سنا با بسیاری از انواع اقلیم سازگار شده‌اند.
برگها و گلهای سنای سیامی در آشپزی جنوب شرقی آسیا، مثل تائی و لائو استفاده می‌شود. در تائی به آنها khi-lek گفته و در کاری از آنها استفاده می‌کنند.

### مسهل
در گذشته، سنای مصری (سنای اسکندریه) در غلاف خود یا به صورت دم‌نوشی که از برگها ساخته شده بود به عنوان مسهل مورد استفاده قرار می‌گرفت. سنا به عنوان یک مسهل تحریک‌کننده شبکه میانتریک کولون شناخته می‌شود که حرکت‌های پریستالتیک کولون را شروع و باعث کاهش جذب آب از روده می‌شود و با این مکانیسم باعث بهبود یبوست می‌گردد. مصرف مزمن مسهل‌ها می‌تواند منجر به ملانوزیز کولی گردد.
نکته مهمی که در خصوص استفاده از گیاه سنا وجود دارد این است که باید در درمان یبوست حاد استفاده شود، مدت حداکثر استفاده از این گیاه نباید بیشتر از ۲ دوهفته شود، چون باعث از دست رفتن مواد ضروری بدن ازجمله یون پتاسیم می‌شود، که خود این عامل باعث ایجاد خیلی اختلالات سیستمی بدن می‌شود.

## نگارخانه

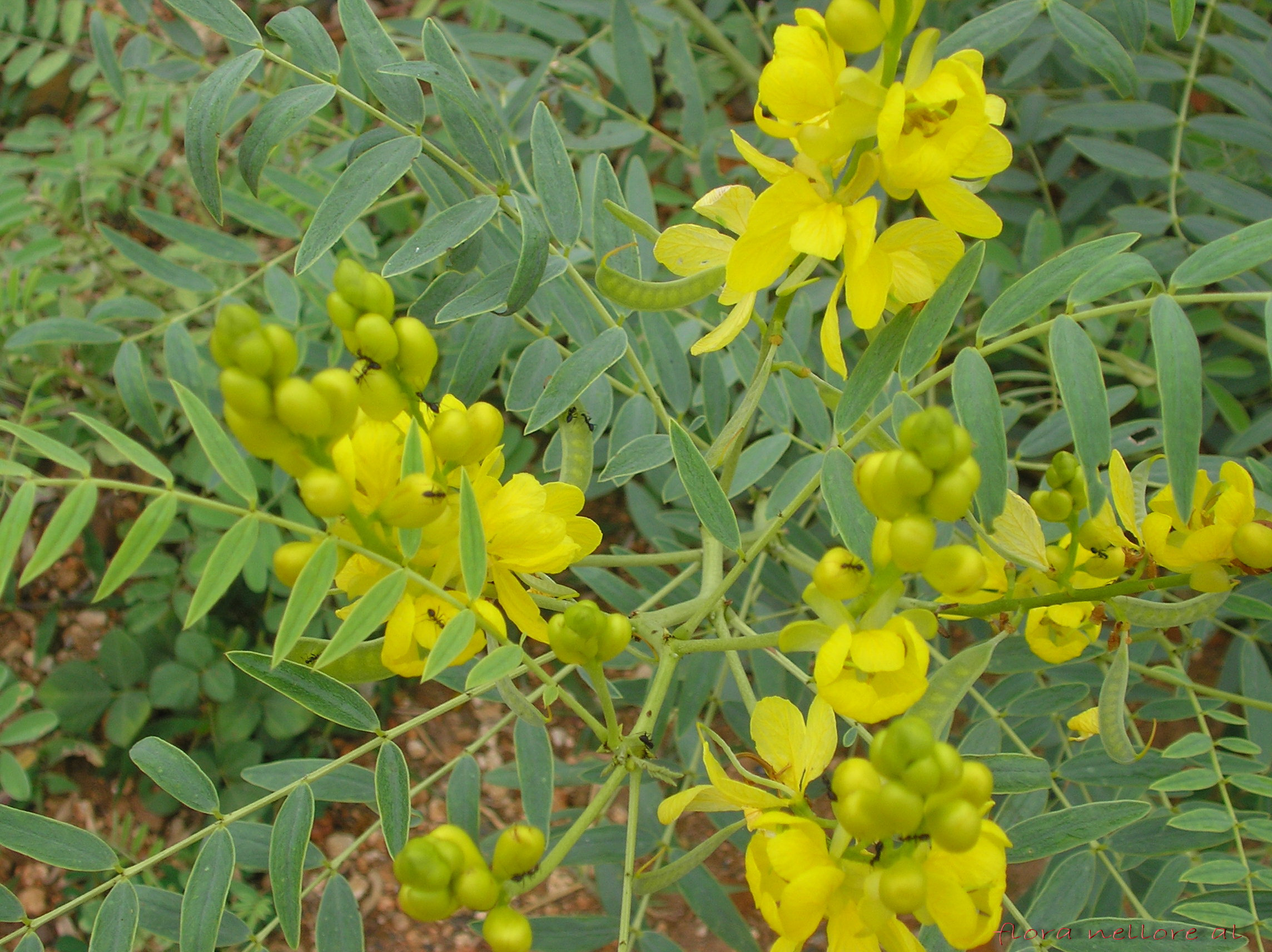
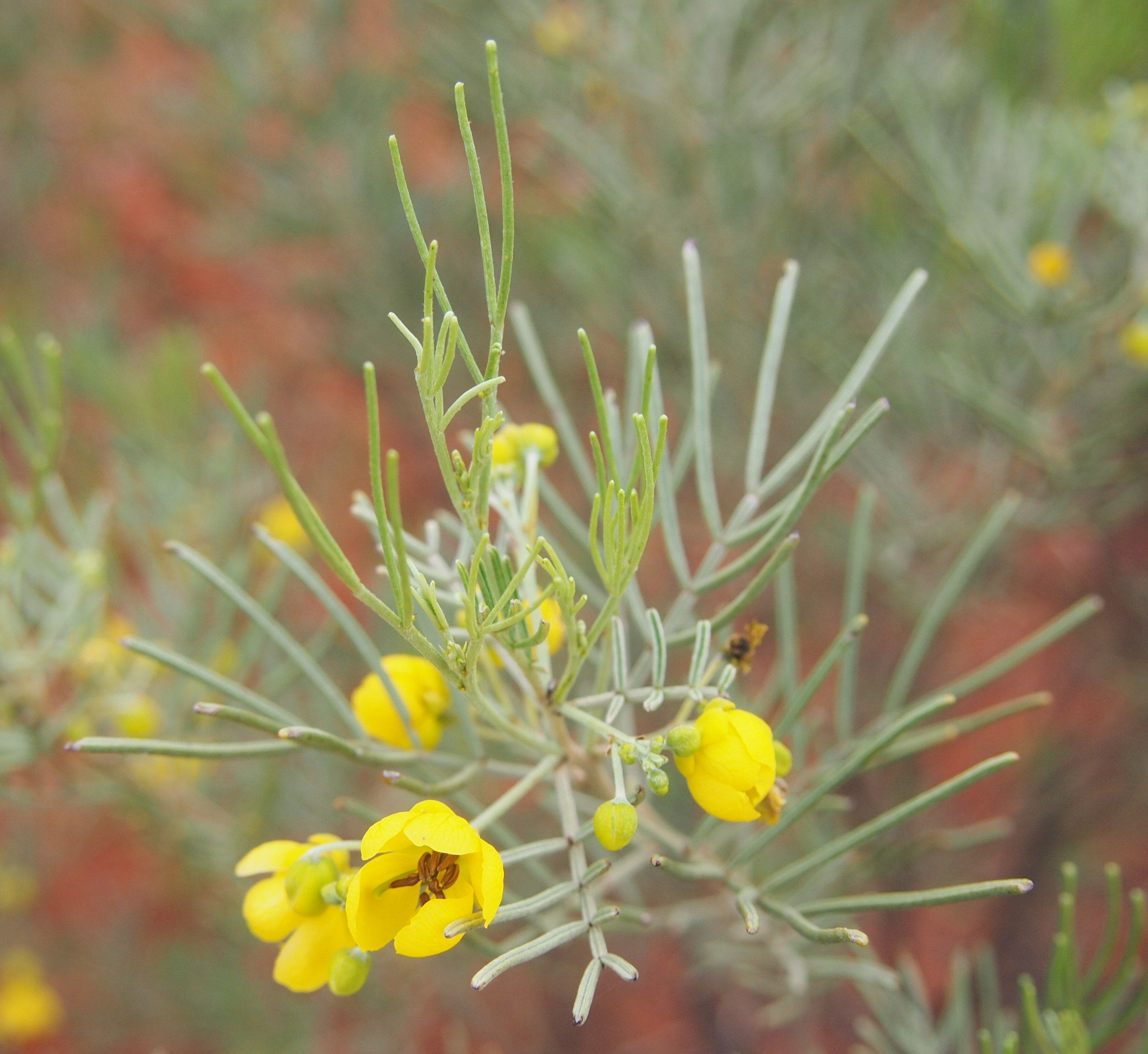
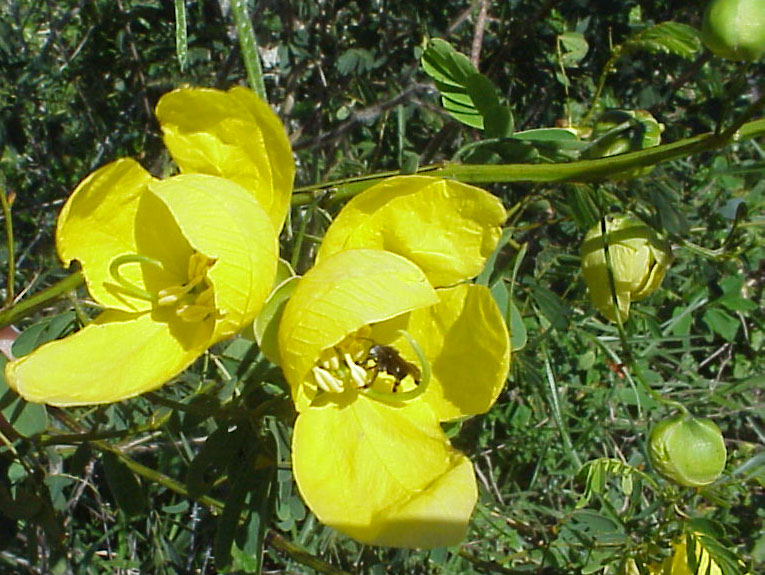
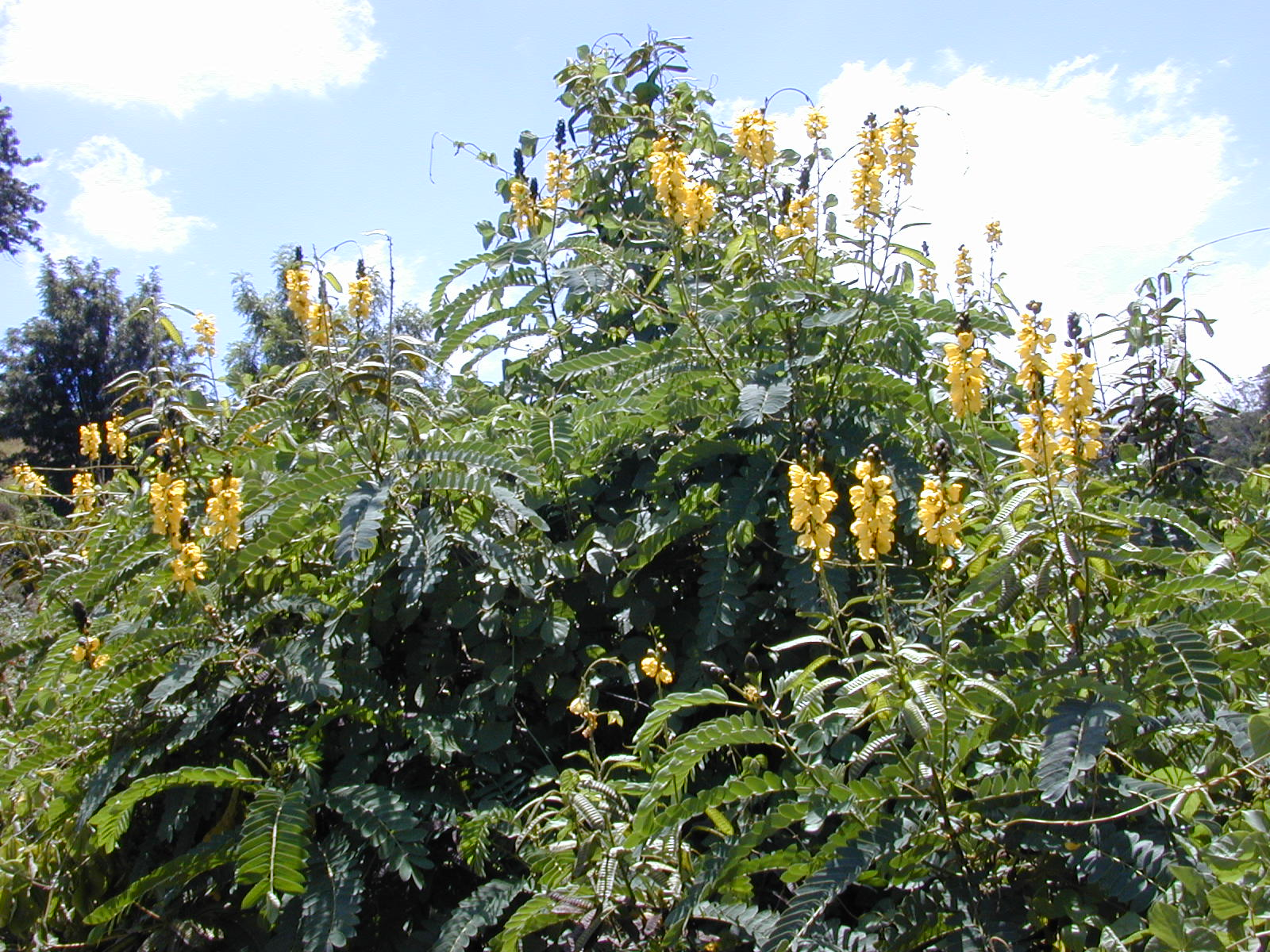
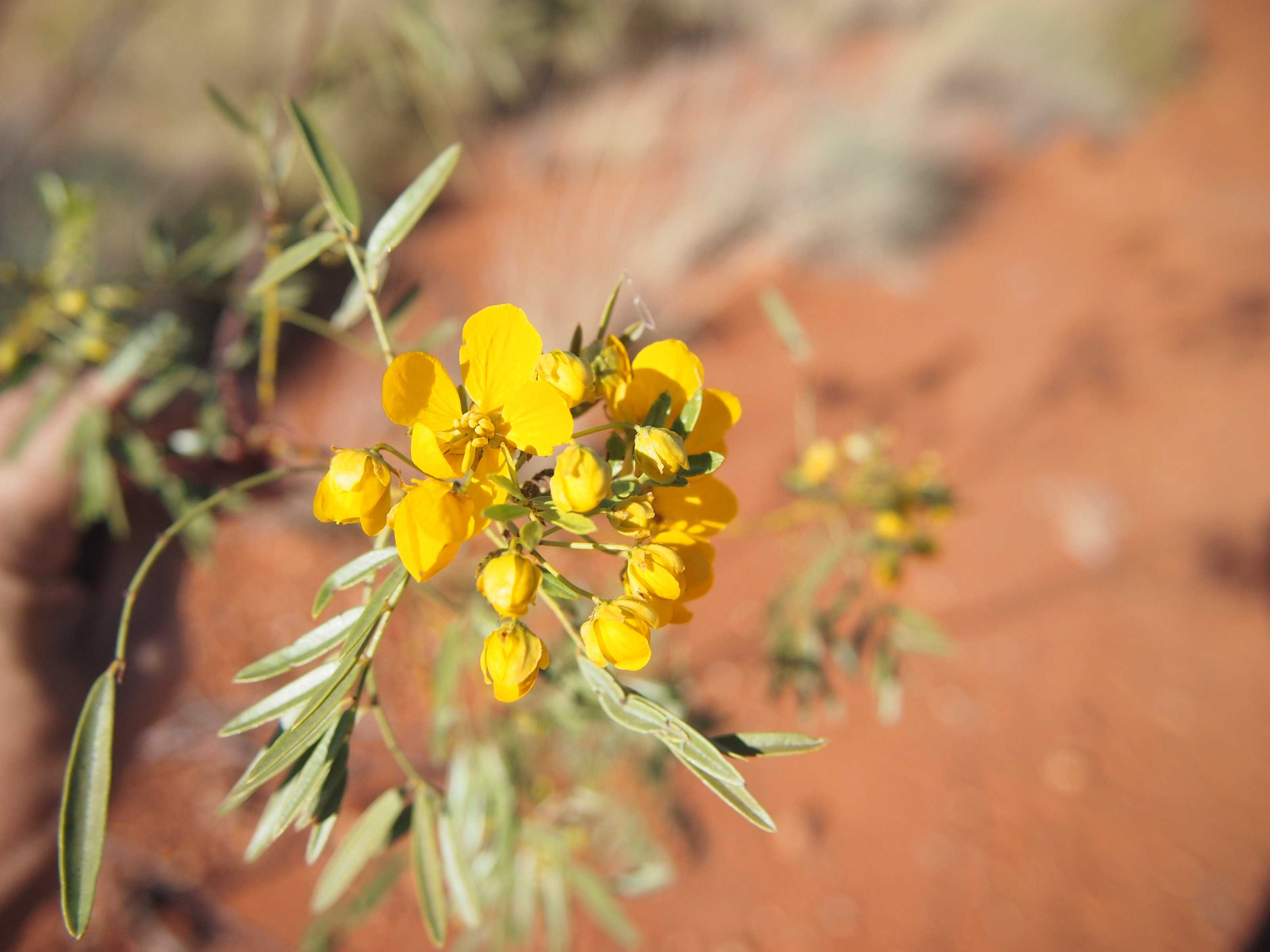
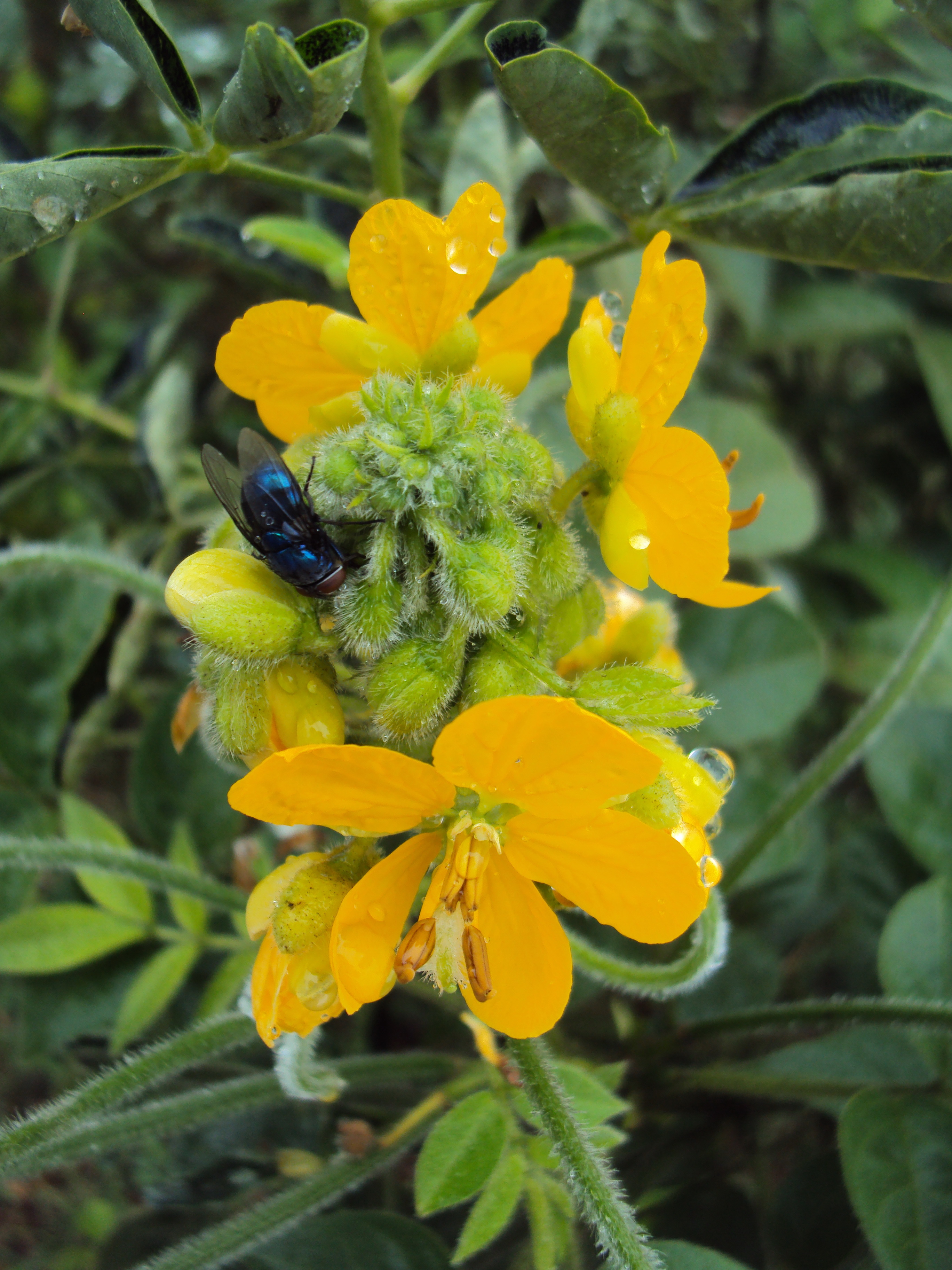
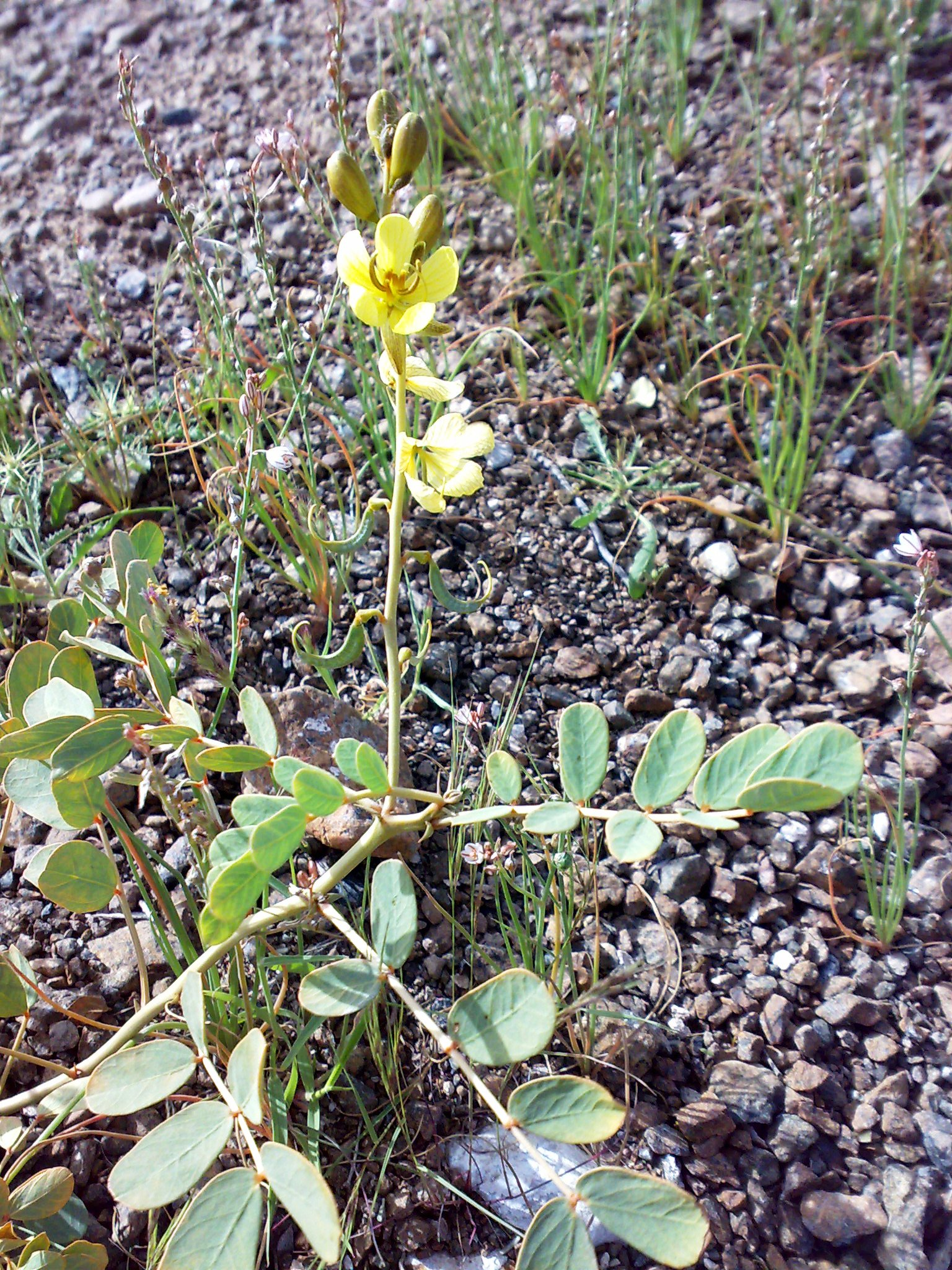
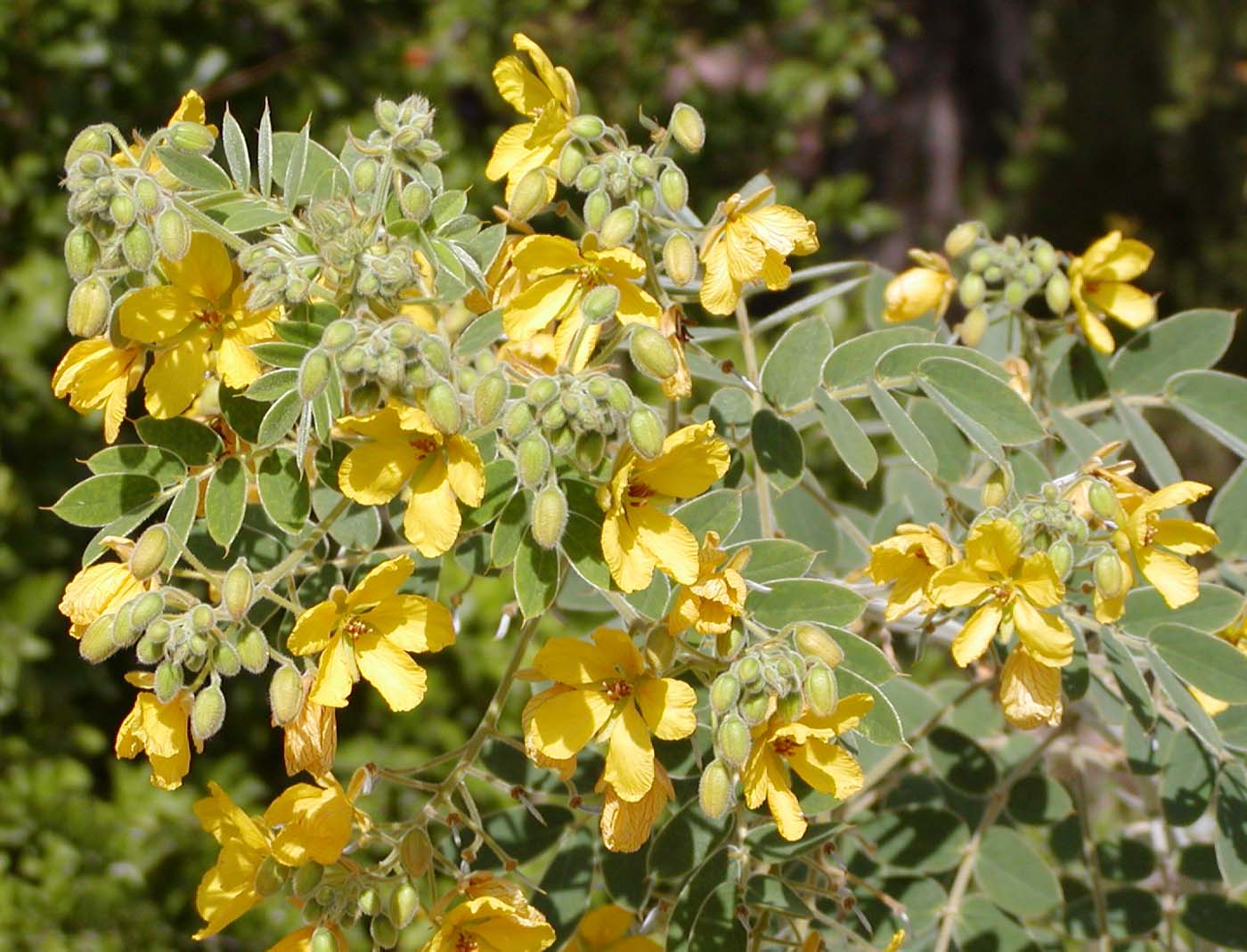
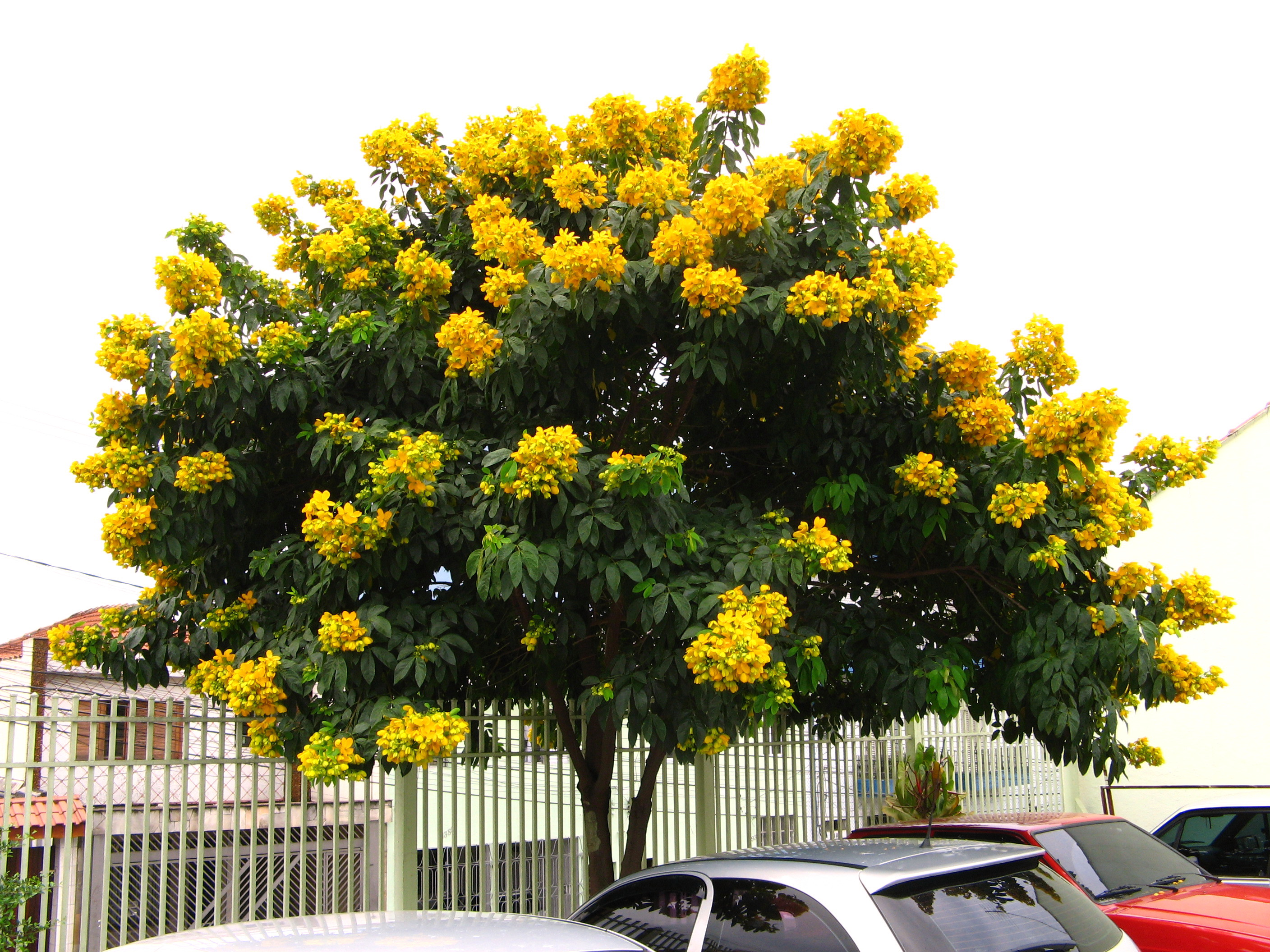
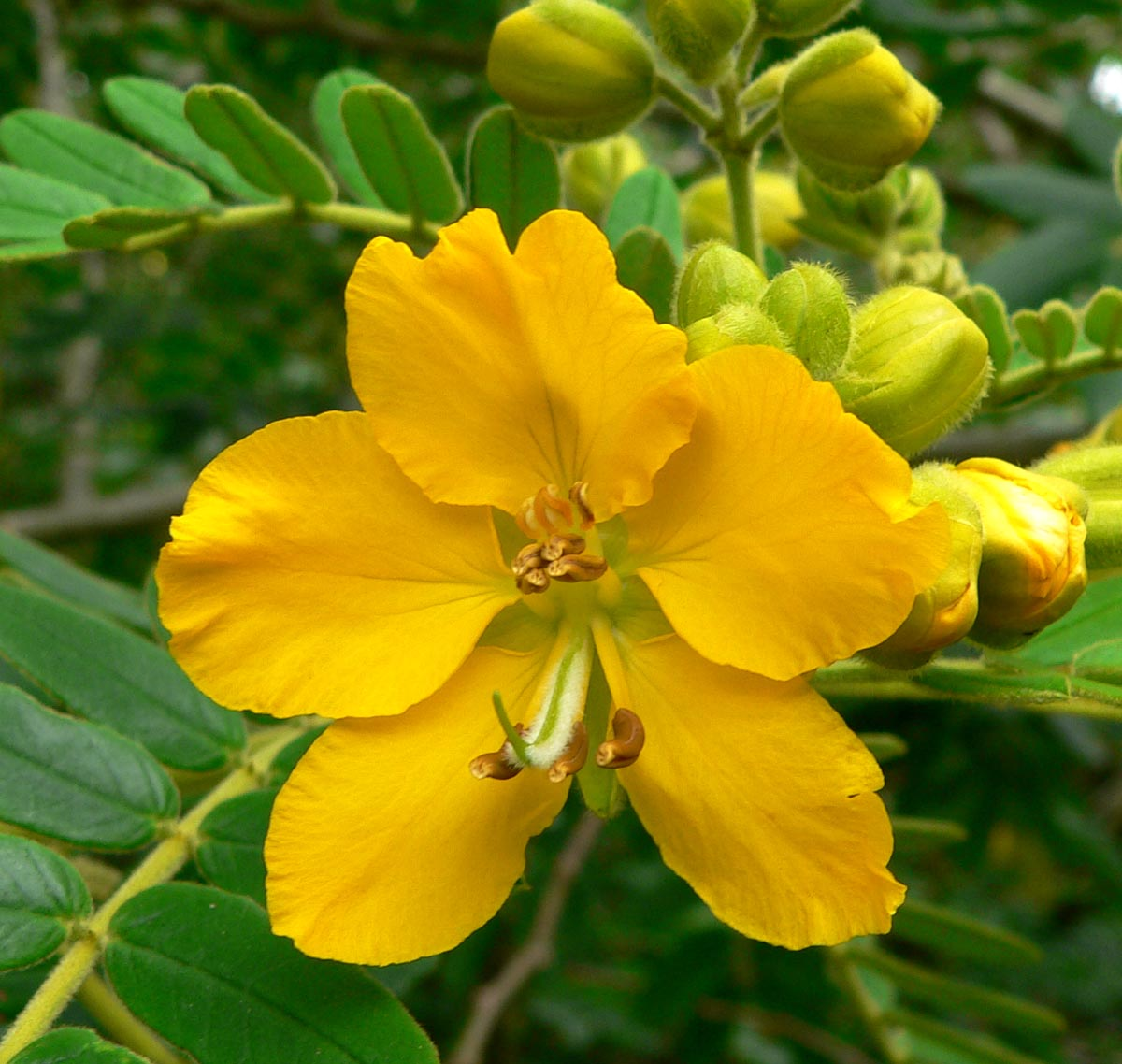
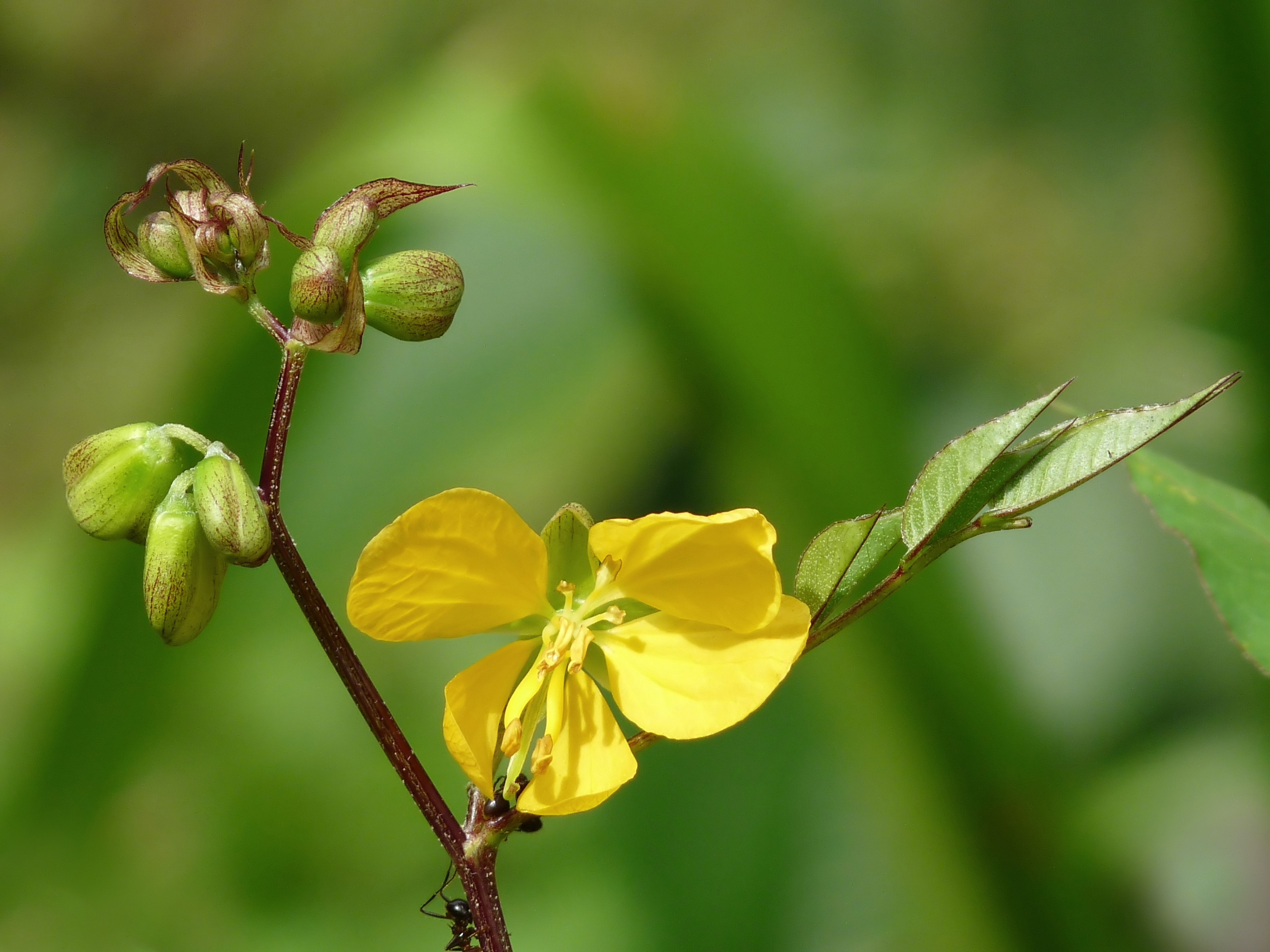
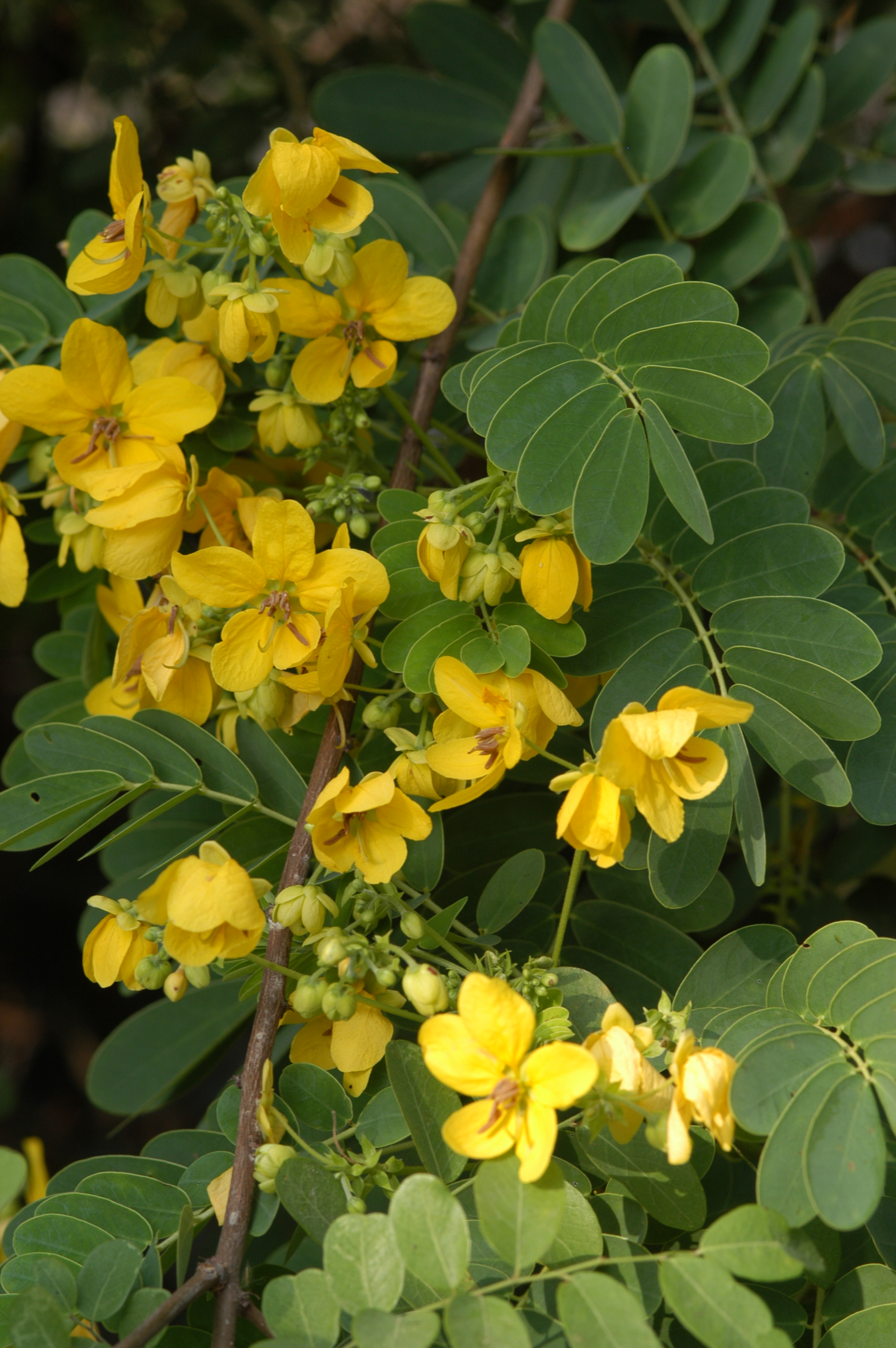
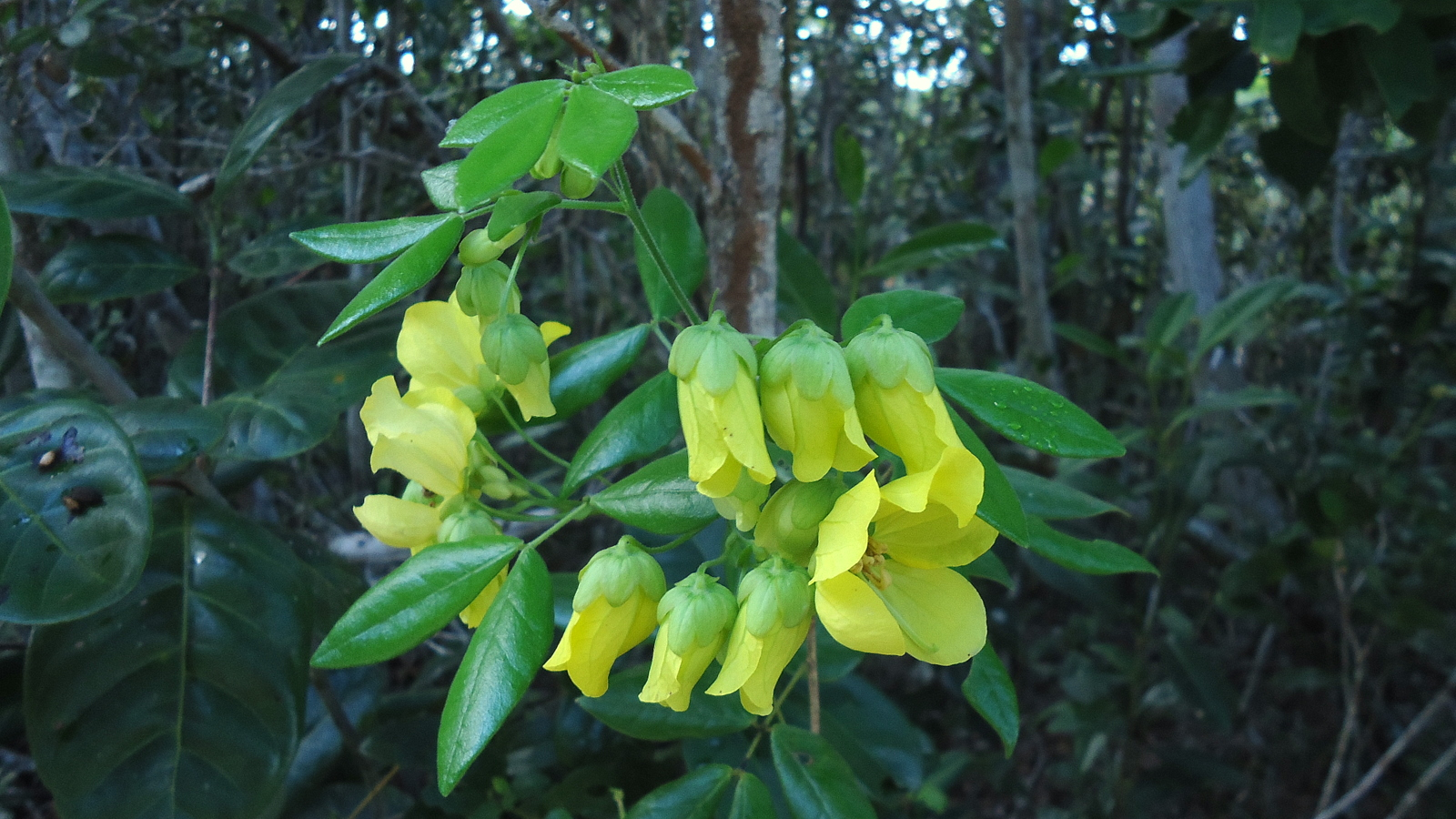
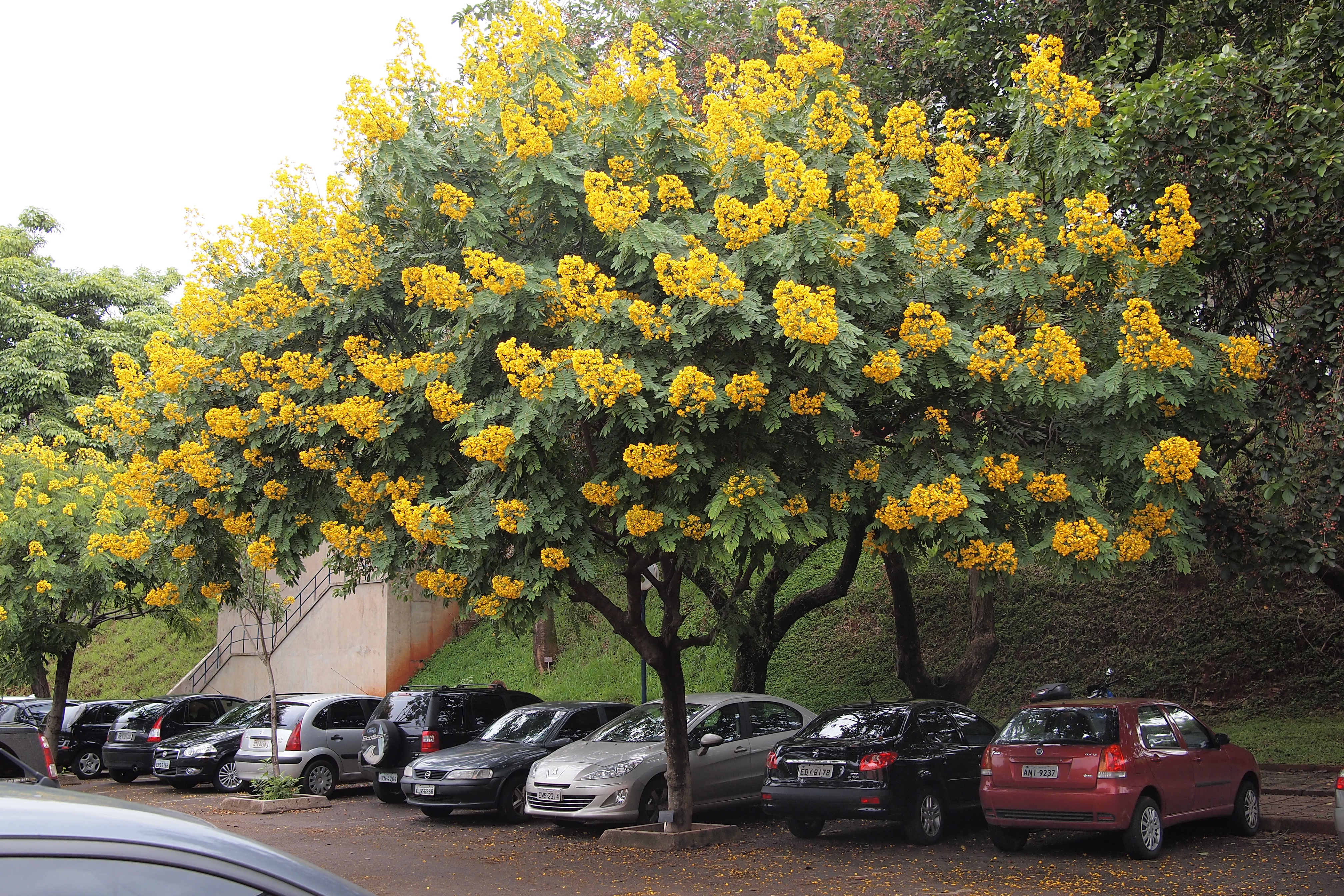
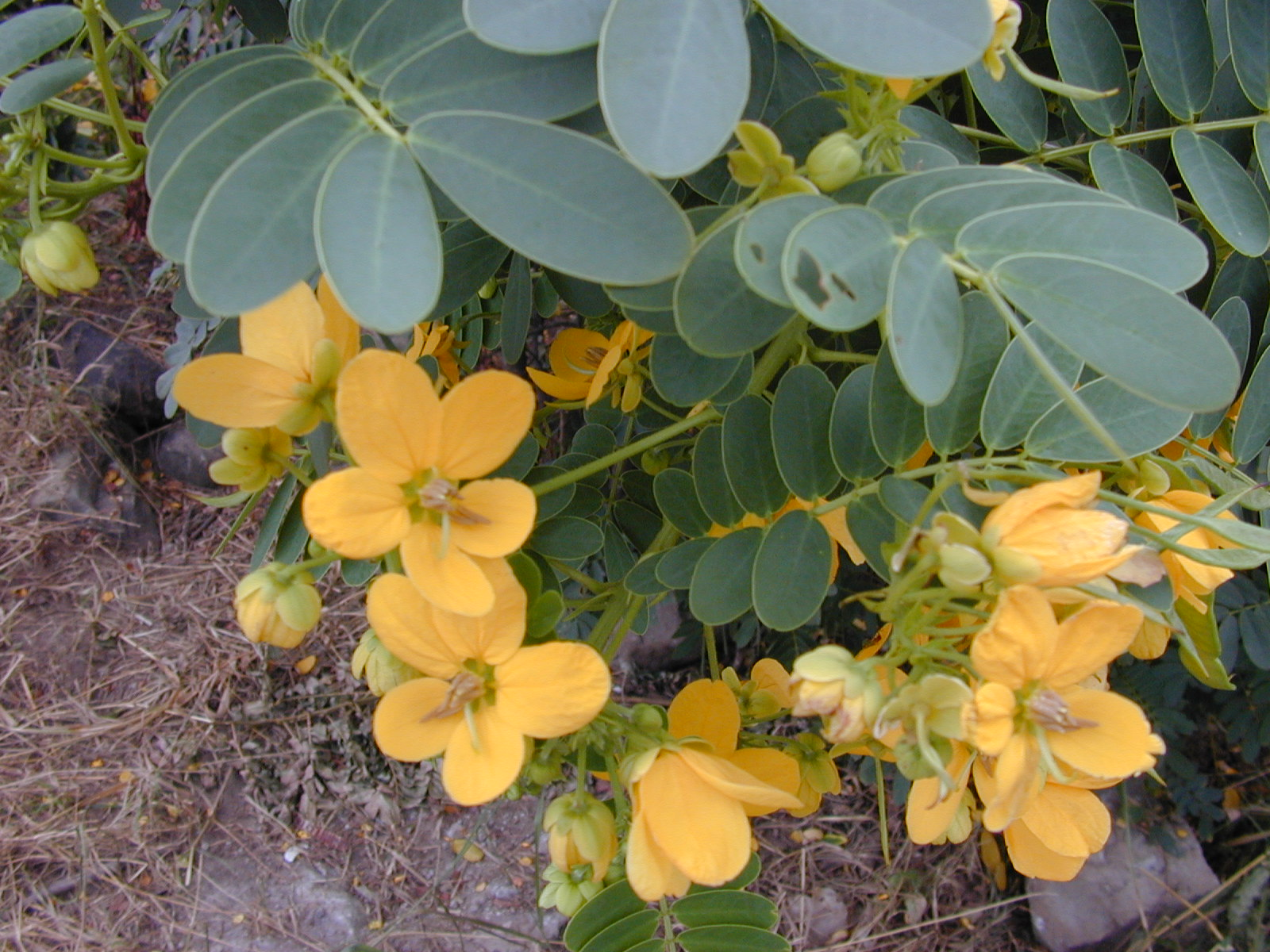